# Rolf Goldstein
Rolf Goldstein (* 17. Mai 1912 in Berlin; † November 1995 in Genf) war ein deutscher, später amerikanischer Jazz- und Unterhaltungsmusiker (Trompete und Piano), der großteils in der Schweiz tätig war.

## Leben und Wirken
Goldstein, der als Jugendlicher Klavier lernte, wirkte ab dem Alter von 17 Jahren in kleinen Tanzbands mit. Angeregt durch Bix Beiderbecke spielte er auch Trompete. Zeitweilig war er Mitglied der Orchester Marek Weber, Efim Schachmeister und Georg Nettelmann; von 1931 bis 1932 spielte er bei Eric Borchard. Aufgrund seiner Herkunft wurde er in Deutschland von der NS-Diktatur als Jude verfolgt und emigrierte 1933 in die Niederlande. Dort wurde er Zweiter Trompeter bei den Chocolate Kiddies, die auch international auf Tournee gingen, bevor sie sich Anfang 1939 auflösten. Mit René Bertschy kam er in die Schweiz, wo er mit verschiedenen Formationen spielte und zunächst mit dem Orchester von George Oppliger Revuen im Zurcher Corso Theater begleitete. Danach holte ihn Teddy Stauffer zu den Original Teddies. Ab Februar 1942 spielte er bei Lothar Löffler, dann bei Jo Grandjean, bei Fred Böhler und beim Basler Orchester The Lanigiros. Dazwischen trat er immer wieder mit den Teddies auf. 1947 holte ihn Bertschy zu seinen Continentals, wo er auch als Pianist wirkte. Später wanderte er mit seiner Schweizer Ehegattin in die Vereinigten Staaten aus, wo er dann zwanzig Jahre lebte. Dort wurde er als Musiker „nie anerkannt, besonders weil der ihm eigene Musikstil rasch altmodisch wurde. Als gebrochener Mann ging er zurück in die Schweiz.“ Er lebte in Genf, war aber unter dem Künstlernamen Rolf Stone längere Zeit als Barpianist im Restaurant auf dem Rigi und in Hotelbars tätig.
Otto Flückiger zufolge war Goldstein ein beachtlicher Trompetensolist. Er hat Platten mit den Chocolate Kiddies, mit Eddie Brunner, mit Ernst Höllerhagen, mit Benny Carter („Blues in the Night“ und „Somebody Loves You“), mit Freddy Johnson und dem Orchester Lex van Spall („I Want To Dance“) sowie mit den Original Teddies (u. a. „Bugle Call Rag“) eingespielt. Goldstein hat auch unter eigenem Namen und als Pianist im Duo mit Buddy Bertinat für Elite Special aufgenommen.